# Gisela Januszewska
Gisela Januszewska (Drnovice, 22 januari 1867 – Theresienstadt, 2 maart 1943) was een Oostenrijkse arts die voornamelijk actief was in Banja Luka en Graz.

## Biografie

### Jeugd en opleiding
Gisela werd geboren als het tweede kind van de vijf kinderen van de voormalige legerofficier Leopold Rosenfeld en Rosalie Stein. In 1872 verhuisde het gezin naar Slavonië, waar haar vader landgoedbeheerder werd voor graaf Ladislav Pejačević. Hier nam de joodse familie Rosenfeld de lokale naam "Roda" aan.
Nadat ze de basisschool had afgerond stuurden haar ouders haar naar een meisjesschool in Brno. Ze trouwde vervolgens op twintigjarige leeftijd met de veel oudere koopman Heinrich Kuhn. Gisela verhuisde uiteindelijk in 1892 naar Zürich om daar medicijnen te studeren. Ze verkreeg haar doctoraat op 12 april 1898 nadat ze een scriptie had geschreven over aandoeningen aan de luchtwegen.

### Medische carrière
Op 1 juni 1898 werd ze aangesteld als verzekeringsarts door de Allgemeine Ortskrankenkasse in het Pruisische Remscheid. Er kwam al snel een einde aan de werkzaamheden van Gisela aldaar omdat ze werkaccreditatie voor het Duitse Rijk had. Uiteindelijk verliet ze Remscheid om als provisioneel gezondheidsofficier te gaan werken voor het Oostenrijks-Hongaarse leger in Banja Luka. Tijdens haar eerste jaar in Bosnië scheidde Gisela van Heinrich Kuhn en na haar bekering tot het katholicisme hertrouwde ze met haar Poolse collega Wladyslaw Januszewski.
Nadat Januszewska's echtgenoot in 1912 met pensioen was gegaan, vertrok het echtpaar uit Bosnië en settelde zich in Graz. Het jaar daarop ging ze aan de Universiteit van Graz studeren om daar haar doktersgraad te halen, want haar Zwitserse titel werd in Oostenrijk niet erkend. Ze slaagde hier in 1915 in en ging direct aan de slag voor het Oostenrijks-Hongaarse leger, dat in de Eerste Wereldoorlog vocht. Tot 1918 zou ze in dienst van het leger blijven.
Januszewska was in 1916 weduwe geworden en in 1919, na de oorlog, opende ze haar eigen praktijk. Daarnaast ging ze ook werken als gynaecologisch consultant. In 1935 sloot ze haar praktijk, maar ze bleef daarna nog wel actief voor de "Verein der Witwen und Waisen nach öffentlichen  Beamten". Voor haar werk in de gezondheidszorg kreeg Januszewska verschillende onderscheidingen.

### Laatste jaren
Na de Anschluss vroeg haar broer om met hem naar het buitenland te vertrekken, maar Januszewska weigerde dit. In 1940 was ze gedwongen om te verhuizen naar Wenen. Vervolgens werd ze gedeporteerd naar Theresienstadt waar ze in 1943 aan een "natuurlijke dood" overleed.